# Alfonso Cassini
Alfonso Cassini (Bologna, 1º marzo 1858 – Roma, 6 agosto 1921) è stato un attore italiano.
Fu attivo in teatro e nel cinema muto.

## Biografia
Attore generico e caratterista, iniziò la sua carriera nel 1876 e nel corso degli anni militò in varie compagnie teatrali, tra cui quelle di Francesco Gervasi Benincasa, Ermete Novelli e Virgilio Talli.
Dal 1912 fino alla morte lavorò anche in ambito cinematografico per varie case come la Cines, lEtna film, la Film d'Arte Italiana, l'Itala Film, la Tiber Film e la Fert.
Fu sposato con l'attrice-regista Giulia Rizzotto.

## Filmografia parziale
- L'appuntamento, regia di Giuseppe De Liguoro (1914)
- Paternità, regia di Gian Orlando Vassallo (1914)
- La danza del diavolo, regia di Giuseppe De Liguoro (1914)
- Christus, regia di Giuseppe De Liguoro (1914)
- Il cavaliere senza paura, regia di Giuseppe De Liguoro (1915)
- Pulcinella, regia di Anton Maria Mucchi (1915)
- Patria mia!, regia di Giuseppe De Liguoro (1915)
- La signora delle camelie, regia di Baldassarre Negroni (1915)
- Rugiada di sangue, regia di Baldassarre Negroni (1915)
- Il figlio della guerra, regia di Ugo Falena (1916)
- La falena, regia di Carmine Gallone (1916)
- Quando la primavera ritornò, regia di Ivo Illuminati (1916)
- Nella città eterna, regia di Gennaro Righelli (1916)
- La grande vergogna, regia di Emilio Ghione (1916)
- Sulla strada maestra, regia di Ignazio Lupi (1916)
- Il potere sovrano, regia di Percy Nash e Baldassarre Negroni (1916)
- La donna di cuori, regia di Baldassarre Negroni (1917)
- Gli onori della guerra, regia di Baldassarre Negroni (1917)
- La cuccagna, regia di Baldassarre Negroni (1917)
- Demonietto, regia di Gennaro Righelli (1917)
- Quando il sole tramonta, regia di Gennaro Righelli (1917)
- Il filo della vita, regia di Mario Caserini (1917)
- La signora Arlecchino, regia di Mario Caserini (1918)
- Nel gorgo, regia di Emilio Ghione (1918)
- Scugni, regia di Giulia Cassini Rizzotto (1918)
- Femmina - Femina, regia di Augusto Genina (1918)
- L'onestà del peccato, regia di Augusto Genina (1918)
- Il principe dell'impossibile, regia di Augusto Genina (1919)
- Israel, regia di André Antoine (1919)
- Le avventure di Doloretta, regia di Gennaro Righelli (1919)
- La signora dalle rose, regia di Diana Karenne (1919)
- La fiamma e la cenere, regia di Giulio Antamoro (1919)
- Le gioie del focolare, regia di Baldassarre Negroni (1920)
- Zoya, regia di Giulio Antamoro (1920)
- I due volti di Nunù, regia di Alfredo De Antoni (1920)
- Lo scaldino, regia di Augusto Genina (1920)
- Zingari, regia di Mario Almirante (1920)
- La donna perduta, regia di Guglielmo Zorzi (1921)
- L'isola della felicità, regia di Luciano Doria (1921)
- I tre amanti, regia di Guglielmo Zorzi (1921)
- La preda, regia di Guglielmo Zorzi (1921)
- La statua di carne, regia di Mario Almirante (1921)
- Il viaggio, regia di Gennaro Righelli (1921)
- La rosa di Fortunio, regia di Luciano Doria (1921)